# サン・ジョヴァンニ洗礼堂
サン・ジョヴァンニ洗礼堂 (Battistero di San Giovanni) は、フィレンツェのサンタ・マリア・デル・フィオーレ大聖堂付属の洗礼堂。大聖堂の正面玄関に向き合って立っている八角形の建築物で、ロマネスク様式の最も重要な集中形式の教会建築のひとつである。アーヘンの宮廷礼拝堂を想起させるが、祭室と壁内通路以外には付室を持たない非常に単純な形式の八角堂である。

## 歴史
この洗礼堂の起原は4世紀から5世紀にさかのぼる。現在の建物は、3つの建築物の中では最も古いロマネスク建築で、11世紀に起工されたものである。長い間、軍神マルスを祭ったローマ神殿であり、それが洗礼者聖ヨハネのために奉納しなおされたものであると信じられていた（初期ルネサンスの建築家たちもそう信じていた）。
屋根部分全体は1128年に、頂頭部のランターンは1150年に、司教座のある内陣は1202年に完成した。サンタ・レパラータ教会が見劣りするためと考えられるが、こちらが礼拝堂として用いられていた。しかし、サンタ・マリア・デル・フィオーレ大聖堂の建立にともなって、1355年から1375年まで改修を行い、礼拝堂に入る前に洗礼を施す洗礼堂として使われるようになった。この洗礼堂で洗礼を受けたダンテ・アリギエーリは、『神曲』地獄篇で「わが美しき聖ジョヴァンニ」とこの洗礼堂に言及している。

## 装飾
洗礼堂内部は、床は一面のモザイク模様、壁面は外装と同じく大理石による幾何学模様が施されている。天井は13世紀のモザイク画『最後の審判』の他、聖書にまつわる多くの場面のモザイク画で飾られている。

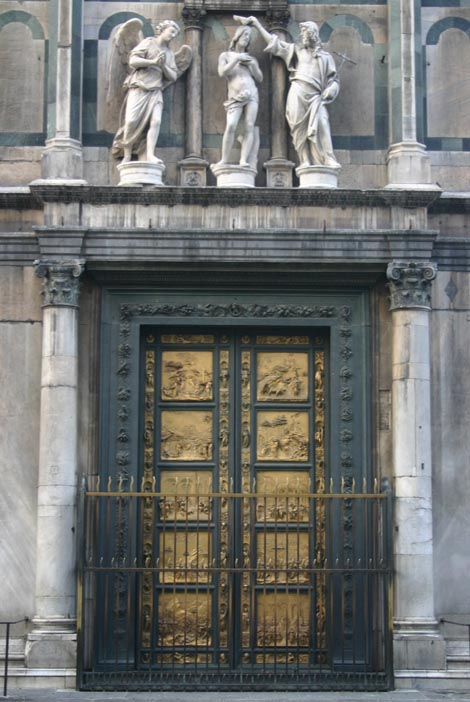
『天国への門』

この洗礼堂はロレンツォ・ギベルティによる東側の扉（1452年完成）が特に有名であり、後にミケランジェロが「天国への門」と呼んで賞賛したことから主にこの名で呼ばれる。現在設置されている扉はレプリカで、本物はドゥオーモ付属博物館に所蔵されている。
1401年、北側の扉の製作者公募が公告された。これはコンクール形式で製作者が選ばれた最初の例といわれており、7人の技師や芸術家が応募した。最後にロレンツォ・ギベルティとフィリッポ・ブルネレスキが選に残り、ギベルティが選ばれたとも、ギベルティとの共同制作をブルネレスキが辞退したとも伝えられている。このコンクールはルネサンス美術の幕開けのひとつとしてよく語られている。北側の扉は1403年11月23日に制作の契約が行われ、1424年4月19日に東側入口に設置されたが、「天国への門」の完成に伴い、1452年に北側に移設されて現在に至る。
現在残る洗礼堂内の洗礼盤は1416年にドナテッロ、ロレンツォ・ギベルティ、ヤコポ・デラ・クエルチャ、トゥリーノ・ディ・ヴァンニ、ジョヴァンニ・トゥリーニによるものである。
- 北側の扉『キリストの生涯』ロレンツォ・ギベルティ、マゾリーノ、ベルナルド・ディ・ピエロ・チュッファーニ、パオロ・ウッチェロ、ドナテッロ、ミケロッツォ・ディ・バルトロメオ
- 東側扉上彫刻『イエスの洗礼』アンドレーア・サンソヴィーノ
- 南側の扉『洗礼者ヨハネの生涯』アンドレーア・ピサーノ（1330年1月22日から1336年にかけて製作され、1338年に東側の扉として取り付けられたが、南側に移された。）
- 『教皇ヨハネ23世墓碑』ドナテッロ、ミケロッツォ・ディ・バルトロメオ、パーニョ・ディ・ラーポ・ポルティジャーニ（1425年から1428年にかけて製作）

## 国家的事業として
12世紀に建立されたサン・ジョヴァンニ洗礼堂は当時最も裕福だった毛織物商組合によって造営管理されていた。そこでコンクールを行ったものの、当時黒死病による膨大な数の死者が出た直後であったため、題目にイサクの犠牲が選ばれた。また、ミラノ公ジャンガレアッツォ・ヴィスコンティ指揮する大群の接近という危機を迎えていたが、ジャンガレアッツォが熱病により頓死し、難を逃れた。このことから毛織物商組合はコンクールに救国的意図を掛けていた。後洗礼堂第三門扉は都市を共有物と考えていた富裕市民層によって補われた。彼らは都市の装飾に責任を感じていた。

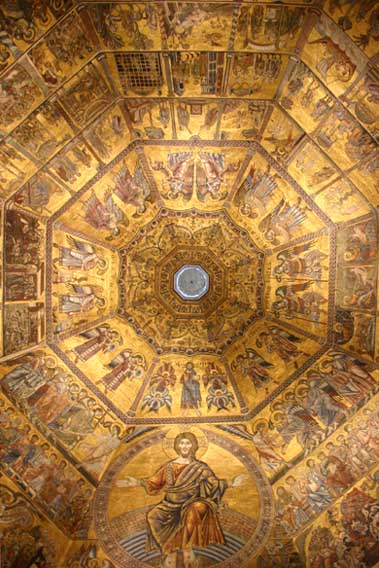
洗礼堂天井モザイク
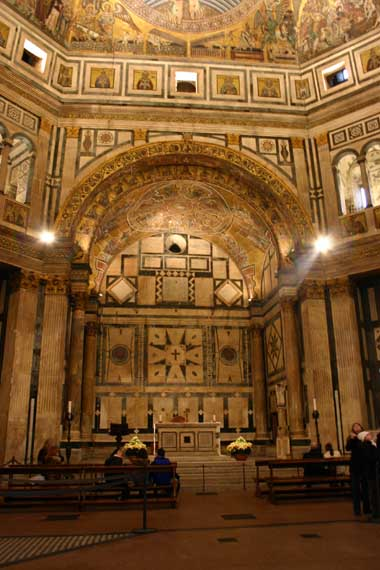
洗礼堂内部の後陣
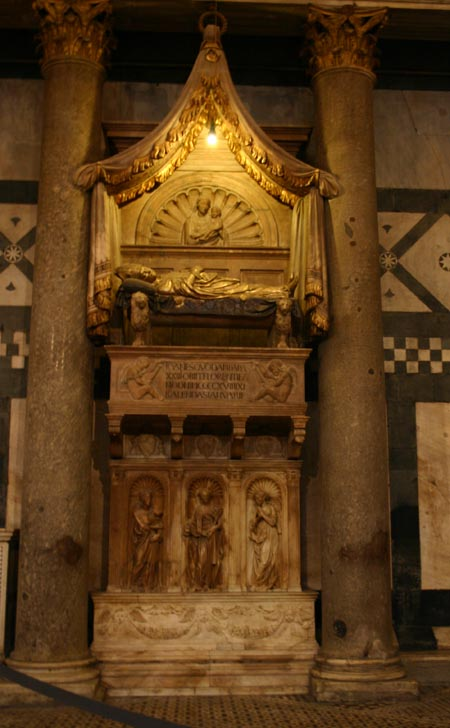
教皇ヨハネ23世墓碑

## 拝観
1月1日、復活祭の日曜日、12月24・25日外であれば、3ユーロで内部を見学することができる。